# Boogie (gen)
Boogie (uneori numit electro-funk sau post-disco) este un gen de muzică dance electronică, care combină trăsături stilistice de post-disco cu funk, apărut pentru prima dată în Statele Unite,la sfârșitul anilor 1970 - mijlocul anilor 1980. Sunetul de boogie definit prin reducerea instrumente muzicale acustice și electronice, cu accent pe voce și diverse efecte mai târziu a evoluat în muzică electro și house.

## Artiști
| - Alfonso Ribeiro - Arthur Baker - Cashmere - Cameo - Carrie Lucas - Colonel Abrams - Change - Chéri - Class Action - D. Train - Evelyn King - Feel - Freeez - Gap Band, The - Jammers | - Juicy - Kashif - Komiko - Kleeer - Kool & The Gang - Leroy Burgess - Melba Moore - Michael Jackson - Mike & Brenda Sutton - Mtume - Nick Straker Band - Newcleus - Patrice Rushen - Peech Boys - Warp 9 | - Raw Silk - SOS Band, The - Secret Weapon - Sister Sledge - System, The - Shalamar - Sharon Redd - Timex Social Club - Toney Lee - Unique - Unlimited Touch - Vicky "D" - Whispers, The - Zapp |

- Marcos Valle
- Klein + M.B.O.
- The Limit
- Escort
- Chromeo
- Dam-Funk
- James Pants
- Jamiroquai
- Juice Aleem
- Sa-Ra Creative Partners